# Gregg Turkington
Pour les articles homonymes, voir Turkington.
Gregg Turkington, né le 25 novembre 1967 à Darwin (Australie), est un artiste, musicien, écrivain et comédien américain.
Il grandit à Tempe (Arizona) puis fait parler de lui au milieu des années 1980 en tant que collaborateur au  fanzine Breakfast Without Meat, qui par le biais de ses articles réussit à rapprocher de la culture punk des artistes reconnus de vieille date comme Tiny Tim, Jimmy Webb ou Richard Harris. Derrick Bostrom des Meat Puppets en est un collaborateur régulier. Au cours de la même période, Turkington joue également dans des groupes obscurs comme Hello Kitty On Ice ou Bean Church ; des rumeurs affirment également qu'il serait l'un des membres fondateurs de Caroliner.
Au début des années 1990 il prend la direction du label Amarillo Records, qui publie des travaux de nombreux artistes issus de la florissante scène post-punk avant-gardiste de San Francisco. Il collabore avec diverses autres formations et artistes, notamment Secret Chiefs 3 de  Trey Spruance, Sun City Girls, Thinking Fellers Union Local 282, Dieselhed, Anton Szandor LaVey (fondateur de l'Église de Satan), Three Doctors, Zip Code Rapists et Link Wray. Il est également directeur de tournée pour Mr. Bungle et Link Wray.
À la fin de la décennie Turkington abandonne Amarillo Records et tous ses projets musicaux pour s'installer à Melbourne. Il est depuis connu pour la publication de son livre Warm Voices Rearranged: Anagram Record Reviews et surtout pour ses spectacles de Stand-up où il joue le personnage de Neil Hamburger qu'il s'est créé.
Il réside actuellement à Los Angeles.
Gregg Turkington est l'invité permanent de Tim Heidecker dans l'émission "On cinema" sur Adult Swim

## Discographie
- The Easy Goings - The Easy Goings - Bee-Fast 1989
- Great Phone Calls - Amarillo 1992
- Zip Code Rapists - Sing And Play The Three Doctors Amarillo 1992
- Zip Code Rapists - The Man Can't Bust Our Music! EP Ectoplasm 1993
- The Easy Goings - Cigarettes - Nuf Sed 1993
- Totem Pole of Losers - Amarillo 1993
- Zip Code Rapists - Sing And Play The Madator Records Catalog EP Ecstatic Piss 1994
- Three Doctors - Back To Basics-"Live" Amarillo 1994
- Three Doctors - Archaeology Of The Infinite Amarillo 1995
- Zip Code Rapists - 94124 EP Amarillo 1995
- Faxed Head - Uncomfortable But Free Amarillo 1995
- Zip Code Rapists - Live "In Competence" Beast 666
- Neil Hamburger - America's Funnyman Drag City 1996
- Faxed Head - Exhumed At Birth Amarillo 1997
- Neil Hamburger - Raw Hamburger Drag City 1998
- Neil Hamburger - Left for Dead in Malaysia Drag City 1999
- Neil Hamburger - Inside Neil Hamburger (EP) Drag City 2000
- Neil Hamburger - Fifty States, Fifty Laughs Million Dollar Performances 2000
- Faxed Head - Chiropractic Web of Mimicry 2001
- Neil Hamburger - Laugh Out Lord Drag City 2002
- Neil Hamburger - Live at Phoenix Greyhound Park DVD Kung Fu 2003
- Zip Code Rapists - Here At Last... Live!!! Freedom From 2005
- Neil Hamburger - Great Moments At Di Presa's Pizza House  Drag City 2005
- Neil Hamburger - The World's Funnyman DVD Drag City 2005
- The Golding Institute - Final Relaxation Ipecac 2006
- Neil Hamburger - Hot February Night Off-Price Value Center 2007
- Neil Hamburger - Sings Country Winners Drag City 2008

## Filmographie

### Cinéma
- 1994 : Terminal USA : Six
- 2006 : Tenacious D et le médiator du destin : Neil Hamburger
- 2012 : The Comedy : Bobby
- 2014 : Hamlet A.D.D: Osric
- 2015 : Entertainment : le comédien
- 2015 : Ant-Man : Dale
- 2018 : Une drôle de fin : le publicitaire
- 2019 : Mister America : Gregg Turkington
- 2023 : Ant-Man et la Guêpe : Quantumania: Dale
- 2023 : Fremont : Docteur Anthony
- 2024 : Noël à Miller's Point (Christmas Eve in Miller's Point) de Tyler Taormina (en): sergent Brooks

### Télévision
- 2007-2008: Tim and Eric Awesome Show, Great Job! : Neil Hamburger, Egg-Zackly
- 2009: Bob l'éponge : le caméraman
- 2009-2010: Les Merveilleuses Mésaventures de Flapjack : voix additionnelles
- 2011 : Aqua Teen Hunger Force : Wi-Tri
- 2012: Adventure Time : Chipler, le buisson
- 2012-2016: Souvenirs de Gravity Falls : Toby Tetedemule
- 2014-2019 : Decker : Agent Jonathan Kington
- 2015 : Sanjay et Craig: D.I.N.K
- 2015: Les Experts : Lawrence Territo
- 2017 : Clarence: Greg, le père de famille, le punk
- 2023 : What We Do in the Shadows : Gregg
- 2023 : Harley Quinn : Clegg Bucks